# 菲利普·沙夫
菲利普·沙夫（法語：Philippe Schaaf，1968年4月1日—），法国前男子手球运动员。他曾代表法国国家队参加1996年夏季奥林匹克运动会手球比赛，结果队伍获得第四名。